# Aczino
Aczino, de son vrai nom Mauricio Hernández González (né le 2 juillet 1991 à Nezahualcóyotl, dans l'État de Mexico), est un rappeur mexicain. Il est connu pour sa participation au championnat international de freestyle Red Bull Batalla de los Gallos, dans lequel il remporte le titre de champion lors des éditions 2017, 2021 et 2022,,,.

## Biographie

### Carrière freestyle
En 2007, il commence sa carrière en participant au tournoi 2 vs. 2 Street Freestyle avec sa partenaire Lirika Inverza, sous le pseudonyme Asesino Serial. Malgré une première victoire, ils sont éliminés en quarts de finale. À l'âge de 17 ans, il participe à sa première édition du Red Bull Batalla de los Gallos à Mexico, atteignant les quarts de finale. En 2009, il remporte le tournoi 2 vs 2 Street Freestyle avec Jack Adrenalina et également les Perros Callejeros régionaux à Mexico. En 2010, il remporte le tournoi Bronx Warriors , le Nacional de Perros Callejeros et d'autres tournois tels que Verbal Combat et Versátil War 2. En 2011, il participe à La Batala del Siglo, atteignant les demi-finales.
En 2012, il remporte des victoires dans des tournois tels que Eligere et Red Bull Batalla de los Gallos Nacional: Colombia, et fait des apparitions à la télévision dans l'émission El club del Italiano présentée par Poncho de Nigris. En 2013, il est juge lors de la Final Nacional de Red Bull Batalla de los Gallos au Mexique. En 2014, il participe au Eligere en faisant équipe avec Lirika Inverza et perd en huitièmes de finale contre Troka et Yoiker. Il réintègre le tournoi national Red Bull, remportant ce tournoi pour la deuxième fois et se qualifiant pour le tournoi international de Barcelone ; remporte le matchmaking contre le champion péruvien Carlitos et perd en quarts de finale contre le champion espagnol Invert.
En 2015, il est invité au tournoi Batalla de Maestros Deluxe au Chili où il remporte son deuxième championnat en dehors du Mexique et son premier championnat international. Il est de nouveau invité au Chili au tournoi God Level, remportant son deuxième international. championnat. Il est désormais à nouveau champion du championnat international Supremacía Mc au Pérou et vice-champion du tournoi After Vision en Colombie. Dans le cadre de sa participation à la compétition nationale Red Bull Batalla de los Gallos, il remporte son troisième titre national au Mexique. Ce titre le conduit à la compétition internationale de Santiago du Chili, où malgré sa défaite lors du tour de duo contre le champion espagnol Arkano, il réussit à atteindre les demi-finales et à obtenir la troisième place de la compétition. En 2016, il participe à plusieurs événements internationaux, sans toutefois remporter la victoire,,.

### Carrière artistique
En 2008, il co-forme le groupe MC4 et le crew Rapsoul, en collaboration avec Lirika Inverza, Jack, El Nolapez et DJ Masta Yiu. C'est Masta Yiu qui collabore avec Mauricio pour enregistrer sa première démo, intitulée Punto de partida, sortie en 2009. En 2010, en plus de rejoindre le crew Ink à l'invitation de T-Killa , Aczino enregistre sa deuxième démo intitulée Metamorfoziz. En 2012, il remporte le concours Music is My Soul en collaboration avec Lirika Inverza. Grâce à cet exploit, il a l'occasion de produire son premier album studio, intitulé Hardcore Rulez.
En 2013, il sort son album intitulé Psicofonía. Le processus d’enregistrement, dirigé par Pime, a nécessité la collaboration de producteurs tels que Siete González, Monkey Brigade, Allpa, Omega, Spit Studio, DJ Marzek et Caprino. En 2017, il sort l'album Institución Divina. En 2018, il signe avec le label Universal Music México. En 2019, Bizarrap Freestyle Session d'Aczino sort dans le cadre d'une collaboration artistique entre le rappeur mexicain et le producteur musical argentin Bizarrap. Cette collaboration fait partie de la série vidéo connue sous le nom de Bizarrap Freestyle Sessions, dans laquelle divers artistes du genre de rap et musique urbaine participent à des improvisations sur les rythmes créés par Bizarrap. Cette session particulière accumule plus de 32 millions de vues sur des plateformes telles que Spotify et YouTube.
En 2023, Aczino sort l'album The G.O.A.T, dans lequel il collabore avec divers rappeurs mexicains tels que : Millonario, Gera MX, Santa Fe Klan et Yoiker,.

## Distinctions
Aczino possède de multiples reconnaissances nationales et internationales dans tous types de compétitions telles que BDM, God Level, Supremacía MC, Pangea, Double AA, Ghetto Dreams League, FMS México, FMS Internacional et Red Bull, cette dernière étant la première et la seule. fois champion et triple champion du monde de ladite compétition. Aczino compte 26 titres au total, étant le rappeur freestyle qui a gagné le plus de toute sa carrière.
Il est considéré comme le meilleur rappeur freestyle hispanophone de l'histoire par le public, mais aussi par certains concurrents et experts,,.

## Discographie

### Albums studio
- 2009 : Punto de partida
- 2011 : Metamorfoziz
- 2011 : Hardcore rulez (avec Lirika Inverza)
- 2013 : MC4 - Miel
- 2013 : Psicofonía
- 2014 : Veintitrés (XXIII)
- 2017 : Inspiración Divina
- 2023 : El G.O.A.T